# Речевой корпус
Речево́й ко́рпус (звуково́й ко́рпус) — база данных аудиофайлов и транскрипций текстов, разновидность корпуса текстов. В речевых технологиях речевые корпуса используются, среди прочего, для создания акустических моделей (которые затем могут использоваться в механизмах распознавания речи). В лингвистике речевые корпуса используются для исследований фонетики, диалектологии, конверсационного анализа и в других областях.
Существует два типа речевых корпусов:

1.Базы начитанных текстов, в том числе:
- тексты книг;
- тексты трансляций новостей;
- списки слов;
- последовательности чисел.

2.Базы аудиозаписей спонтанной речи — в том числе:
- диалоги — беседы между двумя или более людьми;
- устные рассказы (например, Buckeye Corpus[1]);
- картографические пояснения — один человек объясняет маршрут на карте другим;
- задачи назначения — два человека пытаются найти общее время встречи, основанное на отдельных графиках.

Особый вид речевых корпусов — это базы данных текстов, наговоренных людьми, не являющимися носителями языка, которые содержат речь с иностранным акцентом.